# Lijst van klezmerbands
Dit is een lijst van klezmerbands. Klezmer (Jiddisj: כלזמיר, uit het Hebreeuws: k'li zemer כלי זמר) is een muziekgenre uit Oost-Europa. Oorspronkelijk werd de muziek vooral gespeeld door Joodse muzikanten. Sinds de heropleving in de jaren 70 van de 20e eeuw wordt de muziek gespeeld door muzikanten van alle achtergronden en gezindte.

## Moderne klezmerbands

### A
- Amsterdam Klezmer Band
- Austin Klezmorim

### B
- Bester Quartet
- Brave Old World
- Budowitz

### C
- Cracow Klezmer Band, The

### D
- Daniel Kahn & the Painted Bird
- Di Gojim
- Di Naye Kapelye
- Dobranotch

### E
- Ensemble DRAj

### F
- Flying Bulgar Klezmer Band

### G
- Giora Feidman

### K
- The Kabalas
- Kharkov Klezmer Band
- The Klezmatics
- Klezmer Conservatory Band
- Klezmer Juice
- Klezmer Society, The
- Klezmofobia
- The Klezmorim
- Kleztory
- Kolsimcha - The World Quintet
- Kroke
- Kruzenshtern & Parohod

### M
- Mames Babegenush
- Maxwell Street Klezmer Band
- Metropolitan Klezmer
- Moishe's Bagel

### N
- New Klezmer Quintet

### P
- Pushkin Klezmer Band

### S
- Shu'al

### V
- Veretski Pass

### Y
- Yale Strom & Hot Pstromi

## Oudere klezmerbands
- Belf's Romanian Orchestra
- Dave Tarras
- Naftule Brandwein
- Abe Schwartz
- Harry Kandel